# Децим Фонтей Фронтиниан Луций Стертиний Руф
Де́цим Фонте́й Фронтиниа́н Лу́ций Стерти́ний Руф (лат. Decimus Fonteius Frontinianus Lucius Stertinius Rufus; умер после 162 года) — римский государственный деятель из знатного плебейского рода Фонтеев, консул-суффект 162 года.

## Биография
Отцом Руфа, предположительно, был проконсул Азии в 165 году Децим Фонтей Фронтон. В 160—162 годах Фронтиниан занимал должность легата пропретора Нумидии. На этом посту под его руководством был возведен ряд акведуков в городах Диана Ветуранорум, Ламбез. Также сохранилась надпись, в которой Фронтиниан восхваляет императрицу Фаустину. В 162 году он находился на посту консула-суффекта вместе с Марком Инстеем Вифиником.